# Dajki pierścieniowe

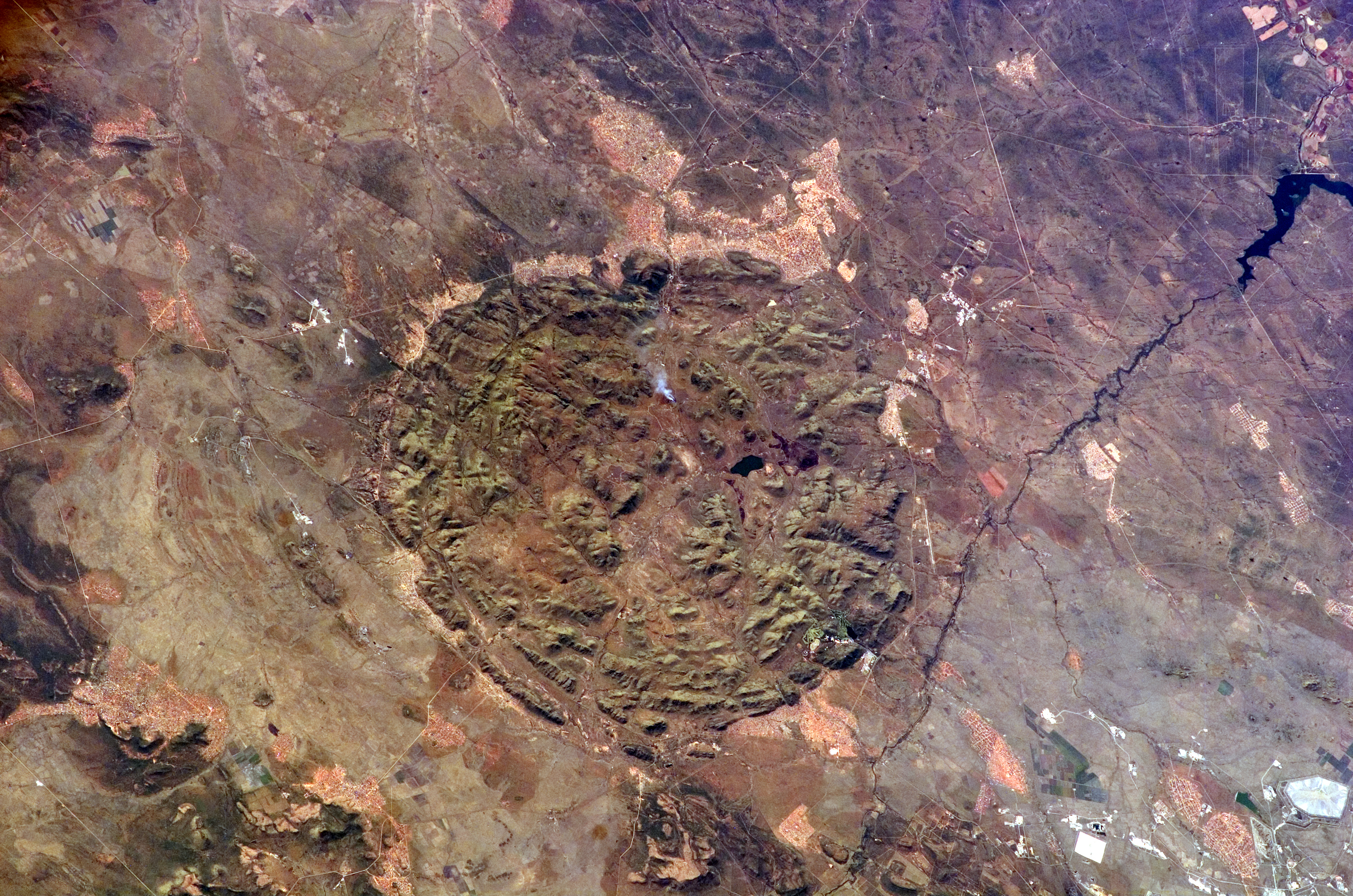
Dajki pierścieniowe budujące górę Pilanesberg w Prowincji Północno-Zachodniej w RPA.

Dajki pierścieniowe – grupa dajek ułożonych w jednym lub więcej koncentrycznych okręgach, w przekroju pionowym widać, że wszystkie te dajki są nachylone ku wspólnemu środkowi, którym jak się przypuszcza było ognisko magmowe.